# Ronald Baird
Ronald Arthur Baird (* 14. Oktober 1908 in Grays; † 1989) war ein englischer Fußballspieler.

## Karriere
Baird diente im Rang eines Able Seaman bei der Royal Navy und war in Chatham stationiert, für das Fußballteam der Militäreinrichtung trat er wiederholt in Erscheinung. Nach einem Auftritt in Gillingham, wurde Baird sowie sein Mitspieler John Speed im Februar 1930 vom lokalen Profiklub FC Gillingham bei der Football League registriert. Baird kam unter Trainer Dick Hendrie anstelle von Jock Robertson als rechter Verteidiger am 29. März 1930 zu seinem einzigen Auftritt in der Football League Third Division South, das Heimspiel gegen Coventry City ging mit 0:3 verloren. Die Birmingham Daily Gazette urteilte nach dem Spiel: „Gillingham im Gegensatz, war ohne Aktionsplan, und abgesehen von Collins und dem Amateurrekruten R. Baird, war die Defensive ungeordnet.“
Baird war einer von mehreren Amateurspielern, die auch in der Saison 1930/31 bei Gillingham registriert waren, aktiv trat er in der Folge allerdings nur noch bei verschiedenen Amateurklubs im Südosten Englands in Erscheinung. Nach den damaligen Regularien konnten Amateurspieler nahezu ohne Einschränkungen die Mannschaft wechseln, hiervon machte auch Baird Gebrauch. Im Spätsommer 1930 spielte er bei Grays Athletic, spätestens ab März 1931 war er beim FC Redhill in der Athenian League, im April notierte der Surrey Mirror: „Baird verbessert sich mit jedem Spiel“. Zur Saison 1931/32 ging er zum FC Wimbledon, bei dem er im Dezember 1931 in einer Partie als Torhüter aushelfen musste. Mit dem Klub gewann er in der Saison 1931/32 die Meisterschaft der Isthmian League.
Im April 1933 wurde Baird als neuer linker Verteidiger in einem Spielbericht des FC Finchley vermerkt, für den Klub war er 1939 immer noch aktiv. 1937 gelang der Gewinn der London League, im Januar 1938 urteilte die lokale Hendon & Finchley Times über „Ronny“ Baird: „Baird ist seit mehreren Spielzeiten bei Finchley und ist einer der solidesten und erfahrensten Verteidiger und hat fußballerisch noch jede Menge zu bieten.“ Mit der Einstellung des regulären Spielbetriebs aufgrund des Zweiten Weltkriegs ging Bairds Karriere zu Ende, im Februar 1940 findet sich sein Name nochmals anlässlich einer Partie um den Middlesex Red Cross Charity Cup.
1935 repräsentierte er das County Middlesex in der Southern Counties’ Amateur Championship und spielte im April 1935 als Auswahlspieler der London League im Stade Olympique Yves-du-Manoir eine Partie gegen eine Pariser Amateurauswahl (Endstand 3:3, Hattrick durch seinen Mannschaftskameraden Charlie Bowyer). Bereits im Oktober 1930 war er erstmals für diesen jährlichen Vergleich nominiert worden, wurde aber aus unbekanntem Grund für das Spiel ersetzt.